# جورج إتيان كارتييه
كان السير جورج إتيان كارتييه، البارون الأول، وعضو بمجلس الملكة الخاص بكندا (6 سبتمبر 1814 - 20 مايو 1873) رجل دولة كنديًا وأبًا للكونفدرالية. تُفسر التهجئة الإنجليزية للاسم «George»، بدلًا من التهجئة الفرنسية المعتادة «Georges» بأنها جاءت تيمنًا بالملك جورج الثالث، ملك بريطانيا العظمى.
كان كارتييه في السنوات التي سبقت الكونفدرالية شخصية مهيمنة في العالم السياسي لمقاطعة كندا الشرقية بوصفه زعيمًا للحزب الأزرق. عاد إلى مدينة مونتريال عام 1838 بعد أن قضى عامًا في المنفى؛ وذلك لدوره في تمرد مقاطعة كندا السفلى. دخل المعترك السياسي رسميًا عام 1848. أسس خلال حياته المهنية الطويلة لإنشاء القانون المدني لمقاطعة كندا السفلى، حتى يحل محل عُرف باريس الذي عفا عليه الزمن على نحو متزايد، والذي كان يُستخدم في مقاطعة كندا السفلى منذ أن كانت مستعمرة فرنسية. شجع على إدخال التعليم الابتدائي في المقاطعة. كان لدى كارتييه عدة أسباب لدعم الكونفدرالية، أبرزها خوفه من التوسع الإمبريالي الأمريكي. تُوفي كارتييه في مدينة لندن بإنجلترا، في 20 مايو 1873. يُعتبر كارتييه أحد أهم الآباء المؤسسين للكونفدرالية، إلى جانب ماكدونالد وجورج براون، وقد أُطلق عليه لقب «ملك الكونفدرالية» وذلك لمكانته البارزة.

## بداية مسيرته المهنية
وُلد جورج إتيان كارتييه في 6 سبتمبر 1814 في مدينة سان جان سور ريشليو، بمقاطعة كندا السفلى (مقاطعة كيبيك الحالية). التحق كارتييه بـ«مدرسة مونتريال الصغيرة» منذ عام 1824 إلى عام 1832. انضم إلى نقابة المحامين عام 1834 حيث بدأ في ممارسة مهنة المحاماة. كان منخرطًا كذلك في أعمال السكك الحديدية، وكان مشروع سكة حديد جراند ترانك أحد عملائه القانونيين.
كان السياسي لويس جوزيف بابينو مصدر إلهام لكارتييه في بداية حياته المهنية. أصبح كارتييه، من خلال هذا الارتباط، عضوًا في «جمعية أبناء الحرية»؛ (وهي منظمة شبه عسكرية تأسست في أغسطس 1837 في كندا السفلى). شارك في تمرد كندا السفلى عام 1837 في معركة سان دوني (وهو صراع مسلح اندلع بين المتمردين الوطنيين والحكومة الاستعمارية البريطانية). نُفي كارتييه إلى خارج البلاد بسبب دوره في الانتفاضة، فلجأ مؤقتًا إلى ولاية فيرمونت بالولايات المتحدة. غير أنه قد سُمح له بالعودة إلى مونتريال عام 1838 لاستئناف ممارسته للقانون.
استأنف كارتييه ممارسة القانون عند عودته إلى كندا السفلى عام 1838، وهى كندا الشرقية حاليًا، وتقع في الجزء الشمالي الشرقي من مقاطعة كندا المتحدة. كان عضوًا في جمعية سان جان بابتيست، ونشط في عالم السياسة بوصفه مديرًا لحملة السياسي ورجل القضاء الكندي لويس هيبوليت لافونتين. تخلى كارتييه عن مزاولة مهنة المحاماة عام 1848، وخاض الانتخابات باعتباره من الإصلاحيين، وانتُخِب لعضوية الجمعية التشريعية لمقاطعة كندا.
قدم كارتييه خلال فترة وجوده في برلمان الاتحاد مشروع قانون عام 1852 لإنشاء شركة جراند ترانك للسكك الحديدية في كندا. ثم عُيّن في مجلس الوزراء عام 1854. خدم كارتييه كرئيس وزراء مشارك للمقاطعة المتحدة، منذ عام 1857 إلى عام 1862، جنبًا إلى جنب مع جون ألكسندر ماكدونالد، الذي يُعد أول رئيس وزراء لكندا. كان كارتييه صديقًا مخلصًا لماكدونالد، وأنشأ معه الائتلاف الكبير ومعهما جورج براون عام 1864. كان الهدف من إنشاء الائتلاف الكبير هو إنهاء حالة عدم الاستقرار السياسي في المقاطعة، التي شهدت تولي ست حكومات للسلطة في عدة سنوات.
شكل إنشاء الائتلاف الكبير أولى الخطوات التى اتُخذت في طريق التحرك نحو الكونفدرالية. حضر كارتييه المؤتمرات الثلاثة كلها التي عقدت لهذا الغرض: مؤتمر شارلوت تاون، ومؤتمر كيبيك، ومؤتمر لندن. كان كارتييه مسؤولًا إلى حد بعيد عن كسب الدعم الفرنسي الكندي لتأسيس الاتحاد.
لعب كارتييه أيضًا دورًا رائدًا في الدفع نحو الإصلاح التشريعي الذي ألغى فعليًا النظام السنيوري شبه الإقطاعي لملكية الأراضي في كندا السفلى، وحول مجلسها التشريعي إلى هيئة منتخبة من النواب، ودفع بنجاح من أجل اعتماد القانون المدني داخل المقاطعة.